# Sasunaga albiplaga
Sasunaga albiplaga är en fjärilsart som beskrevs av Louis Beethoven Prout 1922. Sasunaga albiplaga ingår i släktet Sasunaga och familjen nattflyn. Inga underarter finns listade.